# Мойготы
Мо́йготы (бур. Мойһото — «черёмуховое [место]») — село в Тункинском районе Бурятии. Входит в сельское поселение «Монды».

## География
Расположено на 172-м км Тункинского тракта на правом берегу реки Иркут в 29 км восточнее посёлка Монды, в 54 км к западу от райцентра — села Кырен.

## Население
| 2002 | 2010 |
| ---- | ---- |
| 53   | ↘5   |